# ソユーズ9号
ソユーズ9号（ソユーズ9ごう、Soyuz 9、ロシア語: Союз 9）は、1970年に行われたソビエト連邦の有人宇宙飛行である。2人の乗組員は、約18日間という当時の宇宙滞在時間最長記録を5年ぶりに更新した。このミッションにより、長期間の無重力状態が乗組員に与える影響と宇宙飛行士が軌道上で行うことが可能な仕事が研究され、サリュート宇宙ステーションへの道筋を付けた。

## 乗組員
- 船長：アンドリアン・ニコラエフ　(2度目)
- フライトエンジニア：ヴィタリー・セバスチャノフ　(1度目)

### バックアップ
- 船長：アナトリー・フィリプチェンコ
- フライトエンジニア：ワレリー・ヤズドフスキ

### 補欠乗組員
- 船長：ワシリー・ラザレフ
- フライトエンジニア：ゲオルギー・グレチコ

## ミッションパラメータ
- 質量:6,590kg
- 近点:176km
- 遠点:227km
- 軌道傾斜角:51.6°
- 軌道周期:88.5分

## ミッションハイライト
船長のアンドリアン・ニコラエフとフライトエンジニアのヴィタリー・セバスチャノフは18日間宇宙に滞在し、自身を用いて生理学や医学に関する様々な実験を行った。また、地球の家族とテレビで繋がれ、FIFAワールドカップを観戦したり、地上の管制官とチェスで対戦したり、ソビエト連邦の選挙に投票したりした。これは、この時に宇宙から初めて指されたチェスの棋譜である（宇宙飛行士が白）。このミッションでは、宇宙滞在の最長記録が更新され、月へのアポロ計画の飛行のように宇宙旅行者がただ宇宙に長期間滞在するだけではなく、宇宙で「生活する」ことができるようにする転換点になった。
地球への帰還中、乗組員は弱っているように見え、通常に戻るまでに数十日かかった。軌道上では、彼らは運動時間の一部を実験機器の運搬時間に当て、長い時間の無重力状態に対する彼らの体の反応は、通常の運動を維持することの大切さを証明した。